# Високе (Бериславський район)
Висо́ке (до 1946 року — Нейфельд) — село в Україні, у Тягинській сільській громаді Бериславського району Херсонської області. Населення становить 1030 осіб.

## Географія
Розташоване в північно-західному напрямку від районного центру м. Берислав на відстані 26 км.

## Історія
Засноване у 1928 році. В березні 2022 року було окуповано російськими військами. 11 листопада 2022 року було звільнено збройними силами України.

## Населення
Згідно з переписом УРСР 1989 року чисельність наявного населення села становила 1143 особи, з яких 538 чоловіків та 605 жінок.
За переписом населення України 2001 року в селі мешкало 1030 осіб.

### Мовний склад
Рідна мова населення за даними перепису 2001 року:
| Мова       | Чисельність, осіб | Доля     |
| ---------- | ----------------- | -------- |
| Українська | 987               | 95,83 %  |
| Російська  | 40                | 3,88 %   |
| Інше       | 3                 | 0,29 %   |
| Разом      | 1 030             | 100,00 % |

## Постаті
- Зеленський Олександр Михайлович (1971—2015) — солдат Збройних сил України, учасник російсько-української війни.